# Amo Jesús

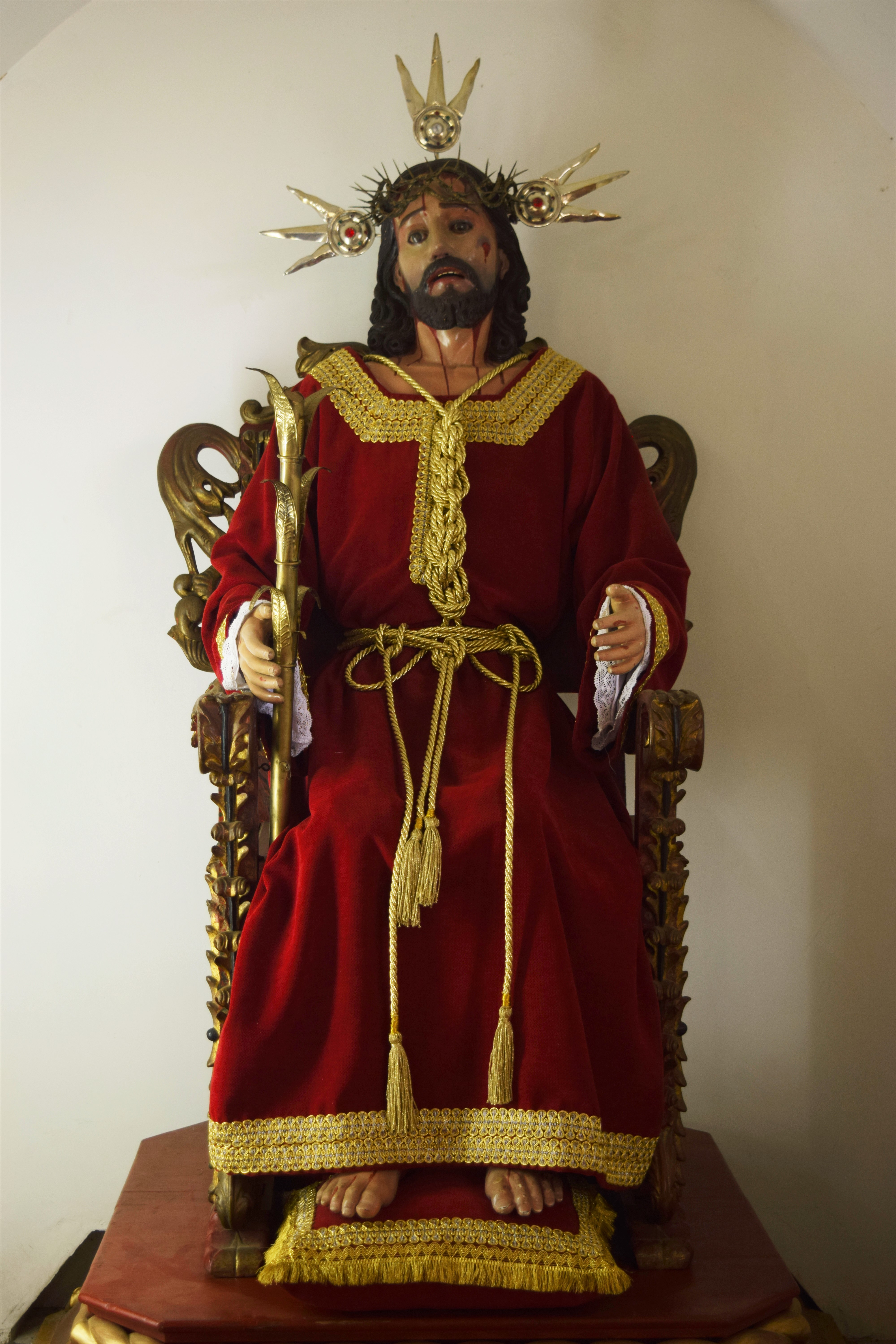
El arquetipo convencional de un Amo Jesús con su indumentaria y ornamentación tradicional propia.

El Amo Jesús es una advocación de Nuestro Señor Jesucristo, que lo representa como Nazareno que reina con los signos de su pasión para ejercer su misericordia sobre sus devotos. Razón por la cual se ha relacionado con el pasaje bíblico de la Coronación de espinas de Cristo y su posterior humillación por la guardia romana según narra el evangelio de Juan (19:5) cuando Jesucristo es presentado por Poncio Pilatos al pueblo con las palabras "este es el hombre" traducidas al latín como Ecce Homo, estando el Amo Jesús especialmente relacionado con aquella advocación, llegando a ser considerados como términos homólogos y usados por la feligresía para denominarles a ambos por igual.
Esta advocación es especialmente arraigada y cuenta con una amplia veneración en el suroccidente colombiano, específicamente en el departamento del Cauca y en torno a su capital, Popayán y sus pueblos y municipios aledaños como Puelenje, El Tambo, Timbío, Tunía, Coconuco y Silvia, desarrollándose elementos propios por el fervor popular, proceso del mestizaje entre las culturas española y nativa, estableciéndose celebraciones religiosas y culturales de entre las más destacadas en la ciudad de Popayán y sus pueblos aledaños. Las cuales, se realizan de manera anual el día de cada una de sus fiesta litúrgica, especialmente si cae en un fin de semana, donde se realizan actos litúrgicos del rito católico, actividades de la cultura popular que involucran chirimías, gastronomía y fuegos artificiales que a su vez son el cierre del rezo de la novena o quincenario, dependiendo del caso.

## Historia
Con la fundación de Popayán en 1537, los conquistadores y las familias aristócratas que poco a poco poblaban la nueva villa incentivaron a su vez el arribo de órdenes religiosas para el establecimiento de iglesias, conventos y misiones a los pueblos originarios, siendo una de estas la Orden de Predicadores, mejor conocidos como Padres Dominicos quienes al asentarse en la ciudad se les encomendó la evangelización de los indígenas de Puelenje, Yanaconas y otros pueblos al occidente como Piagua, siendo una de sus prioridades la propagación de la devoción a Jesús. (Fundándose incluso una cofradía dedicada a él, con sede en el Claustro de Nuestra Señora del Rosario)  
El impacto de la misión evangelizadora de los dominicos fue prolífica y duradera, sobre todo gracias a distintos factores y estimuladores como lo fue:  
- Gestiones especiales del primer obispo de Popayán, Don Juan del Valle, quien trae a la diócesis a la orden de los Dominicos, muy reconocidos por su labor en defensa del indígena.[4] Y a quienes se les ha atribuido la devoción al Amo Jesús en esta parte del país.[5]Expandiéndose esta advocación desde Yanaconas hacia los posteriores municipios norteños y orientales de Silvia, Coconuco y Tunía, al mismo tiempo irradiándose desde Puelenje hacia poblaciones sureñas y occidentales como Timbío y El Tambo.

Se cree que durante el siglo XVI fue el más popular en la devoción al Amo Jesús que había sido tan difundida por el obispo Juan del Valle, tanto así que el Nazareno de la Ermita se convirtió así en el primer patrón popular de la ciudad de Popayán.
A partir del año 1719, con la supresión de la misión dominica sobre el curato de Puelenje gracias al obispo de Popayán Juan Gómez de Navas y Frías en tiempos del fray Matías Prado, quien a su vez ejercía como prior del Convento de San Sebastián Mártir de Popayán.Se considera como el inicio de la decadencia en la importancia de la evangelización de la Orden de Predicadores, consumándose con la final huida de los frailes en el año de 1826 del Virreinato, por cuestiones de afinidad con la Corona Española durante la Independencia de Colombia.

## Características

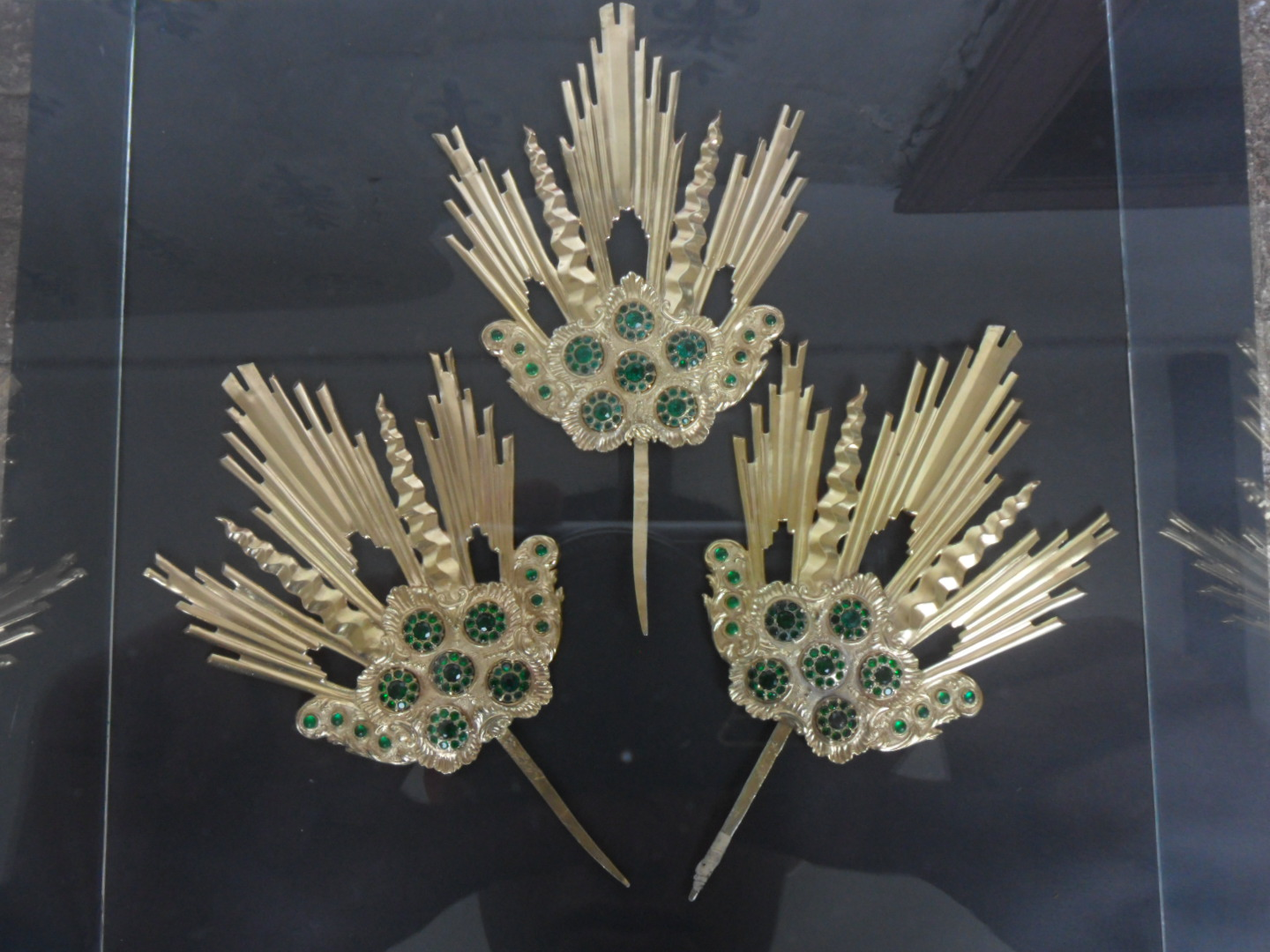
Potencias en oro con pedrería del Amo Jesús de Puelenje

La imagen tradicional de un Amo Jesús presenta a un Nazareno ya sea de pie o sentado en un trono, siendo esta última la más común y difundida. Jesucristo se presenta con vestiduras color rojo purpurino con detalles en hilos dorados, en su cabeza lleva una corona de espinas de las que sobresalen potencias en oro con piedras preciosas y en su mano casi siempre una caña dorada en representación de su realeza y que son los ornamentos más característicos y distintivos de la advocación.
La antigüedad de los cristos que conforman la colección escultórica varía, siendo el más antiguo del siglo XVI, pasando por el XVII y XVIII, llegando incluso hasta el XX, igualmente la calidad y riqueza de su ornamentación y vestimenta varía dependiendo del lugar donde ejerce su patronazgo y se le rindan culto, igualmente la morfología del trono y su material también cambia siendo simplemente de madera con o sin policromar, hasta chapados en plata repujada.

## Lista de Amos Jesús

### Amo Jesús Nazareno de la Ermita

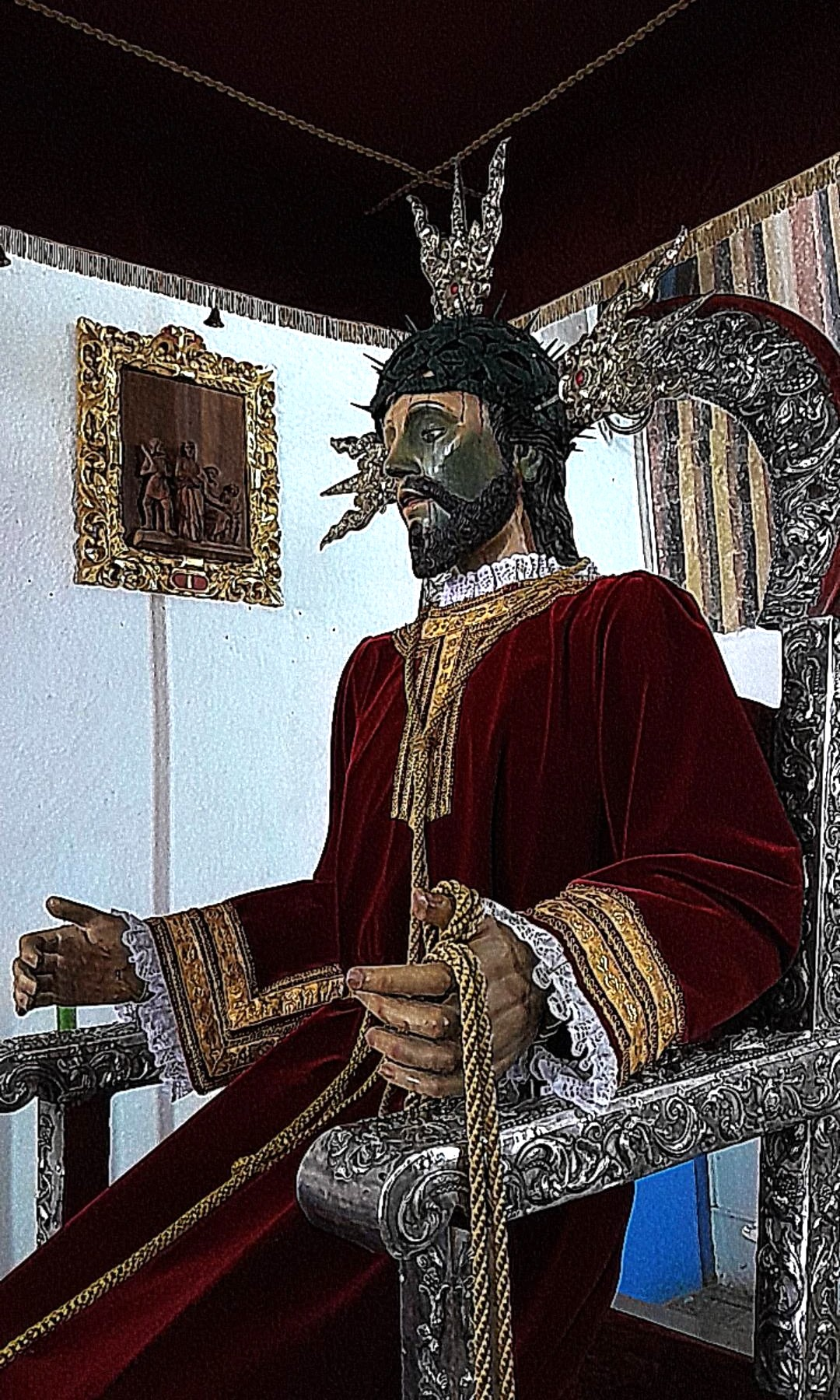
Amo Jesús Nazareno de la Ermita de Popayán

Es el primero y más antiguo Amo Jesús Nazareno que se venera aún en Popayán y el departamento del Cauca, siendo el punto de inicio para esta advocación singular. 
Fue elaborado en la ciudad de Roma, capital de los desaparecidos Estados Pontificios (Patrimonio de San Pedro) a mediados del siglo XVI, llegando a la naciente villa de Asunción de Popayán hacia 1558, siendo entronizado hacia 1617 en la recién levantada ermita financiada por la Cofradía de Santa Bárbara y Santa Catalina de Alejandría, dedicándose el templo bajo el patrocinio de las dos santas de la hermandad y del Amo Jesús, funcionando como centro de evangelización para los indígenas del área, entre quienes se propagó la devoción al Cristo por acción de la Cofradía del Amo Jesús Nazareno, la cual tuvo tal éxito que el amo fue proclamado como el primer Santo Patrono Popular de la urbe, solo por detrás de la patrona oficial Nuestra Señora de la Asunción, del Tránsito o del Reposo desde 1537.
Por otro lado, la procesión del Miércoles Santo está dedicada al Amo Jesús Nazareno,(saliendo y llegando a la Ermita) debido a su importancia en la memoria popular y a que fue una de las primeras imágenes en salir en los primeros años de la mundialmente conocida Semana Santa, desfilando en el paso del Amo Jesús de pie y una cruz en sus hombros, junto a un Cirineo y un Romano quiteños del siglo XVIII.

### Amo Jesús de Puelenje

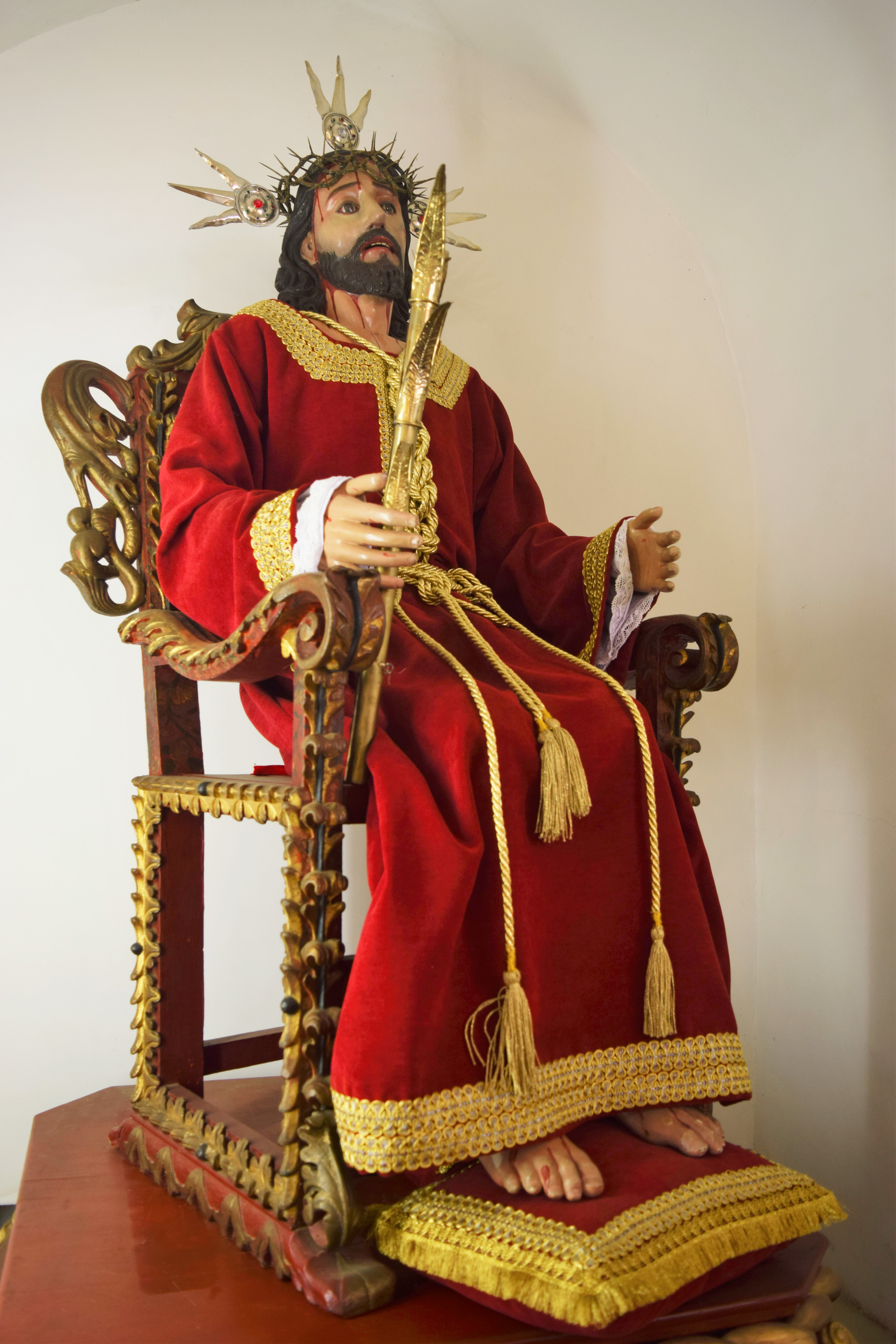
Amo Jesús Nazareno de Puelenje

Venerado en la Iglesia Parroquial del Corregimiento de San Juan de Puelenje, al suroccidente de Popayán, es uno de los Amo Jesús más queridos y venerados por la feligresía popular de su región.
Fue tallado hacia el siglo XVIII en madera de cedro, en la ciudad de San Francisco de Quito, obra destacable de la afamada escuela quiteña de arte, se cree que por sus características se le atribuye la autoría al círculo de los maestros escultores tanto del Padre Carlos como de José Olmos ''Pampite''. Arribando al caserío de los indígenas Yanaconas de Puelenje, por mediación de los Padres Dominicos, a quienes se les había encomendado la evangelización de esta población, siendo acogido el Amo Jesús con mucho cariño y respeto por los habitantes tanto autóctonos como mestizos o criollos. Se cuenta la historia de que muchos años después hacia 1886, el obispo de ese entonces Carlos Bermúdez y Pinzónordenó el cambio de las imágenes del Amo Jesús que se veneraban en Puelenje y en El Tambo, lo cual se tiene la leyenda que nunca ocurrió por un milagro.
Su fiesta patronal se celebra cada año el último domingo del mes de agosto, igualmente, el Nazareno sale en la procesión del Amo Jesús del Miércoles Santo de la Semana Santa de Popayán, desfilando como parte del paso de La Negación junto a un San Pedro de Caspicara del siglo XVIII y un Centurión quiteño de 1956.

### Amo Jesús de Yanaconas

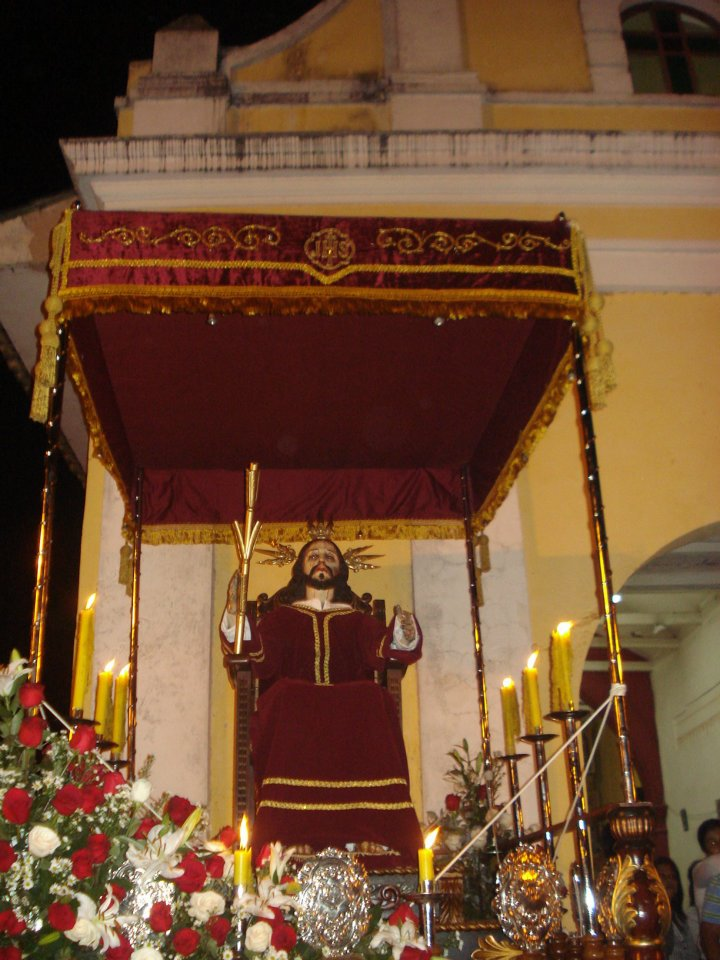
Amo Jesús Nazareno de Yanaconas

Venerado en la Capilla Doctrinera de Yanaconas, en el barrio homónimo (antiguo pueblo de indios), ubicado al nororiente de Popayán, siendo uno de los más tradicionales y conocidos Amo Jesús que se custodian en la ciudad blanca. 
Se tiene registro que fue tallado hacia el siglo XVIII, en la ciudad de San Francisco de Quito, obra destacable de la afamada escuela quiteña de arte, se cree que por sus características se le atribuye su elaboración al círculo del maestro escultor José Olmos ''Pampite'', aunque por el momento oficialmente es de autoría anónima. Siendo trasladada al pueblo de Nuestra Señora de Chiquinquirá de los indígenas Yanaconas por orden eclesiástica para la propagación del evangelio y la fe católica entre los autóctonos. 
La fiesta patronal se celebra cada año el último sábado del mes de mayo, siendo una de las más importantes en la ciudad de Popayán, antecedida por el rezo del novenario, llevándose a cabo diversos actos religiosos y culturales. Por otro lado, el Amo Jesús de Yanaconas sale en la procesión de la Institución de la Eucaristía del Lunes Santo durante la Semana Santa de Popayán, desfilando sentado en su trono, coronado de espinas y engalanado por sus potencias y su caña. 

### Amo Jesús de El Tambo

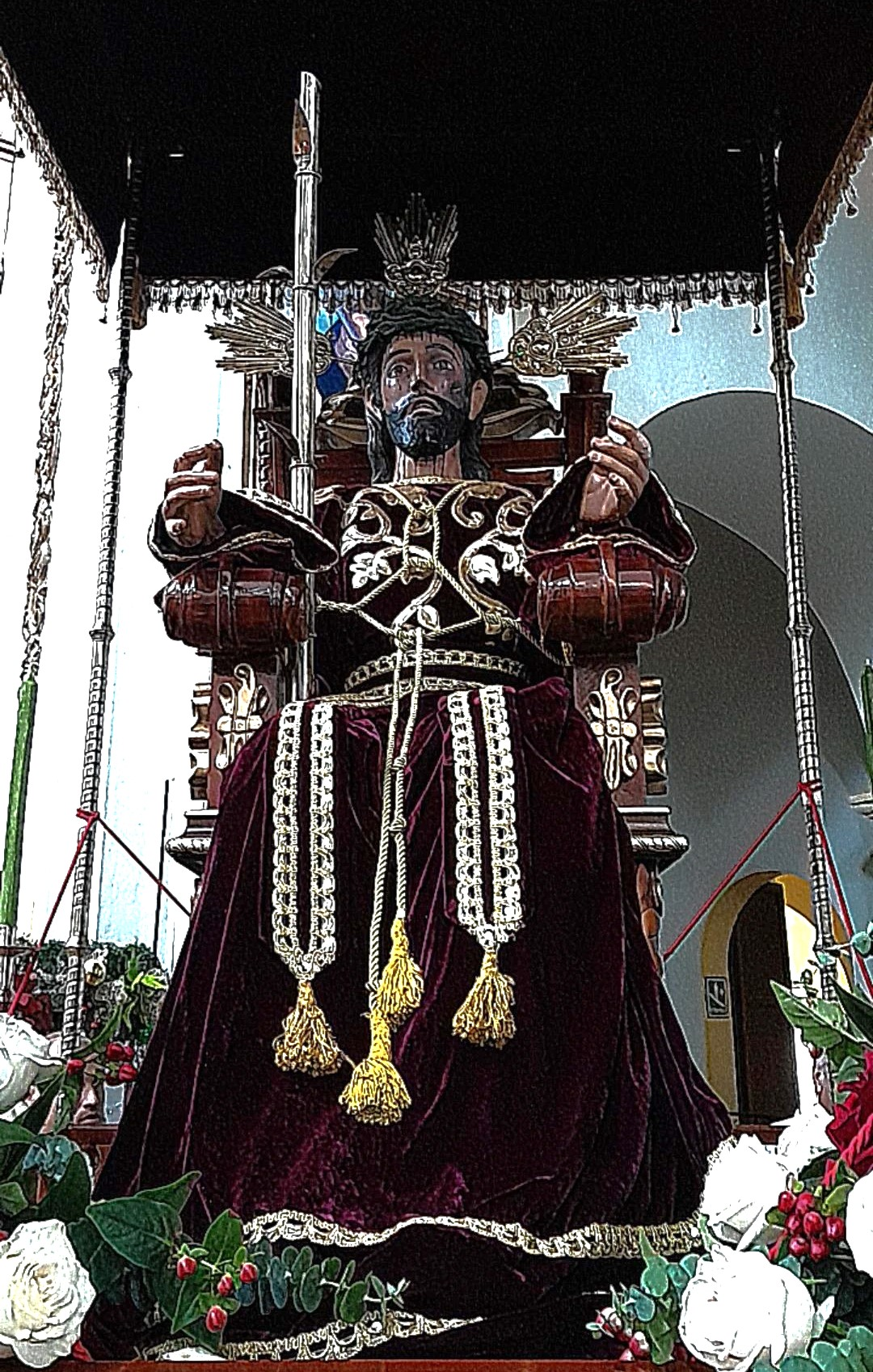
Amo Jesús Nazareno de El Tambo

Venerado en la Iglesia Parroquial de El Tambo, Cauca, es el santo patrono del municipio, sus veredas, corregimientos y caseríos aledaños, así como de todos sus habitantes, siendo muy venerado entre gran parte de la población.
De procedencia española, se cree que fue tallado hacia el siglo XVII. Sin embargo, se mantiene entre la tradición oral popular la creencia en la leyenda de la aparición del Amo Jesús en el año 1700 en las grutas de Guinea cercano al caserío de Huisitó gracias a unos cánticos celestiales, siendo trasladado en primera instancia a Santiago de Piagua para su veneración y posteriormente asentarse definitivamente en el pueblo de El Tambo.
Se cuenta igualmente la historia de que muchos años después hacia 1886, el obispo de ese entonces Carlos Bermúdez y Pinzónordenó el cambio de las imágenes del Amo Jesús que se veneraban en Puelenje y en El Tambo, lo cual se tiene la leyenda que nunca ocurrió por un milagro.Dado que el Amo de El Tambo se hizo tan pesado al salir del pueblo que nadie pudo moverlo, solo lo pudieron regresar hasta donde ahora está su iglesia.
Su fiesta patronal se celebra todos los años en el mes de agosto, contando con el novenario a cargo de los diferentes barrios, veredas, corregimientos y caseríos pertenecientes a El Tambo.

### Amo Jesús de Timbío

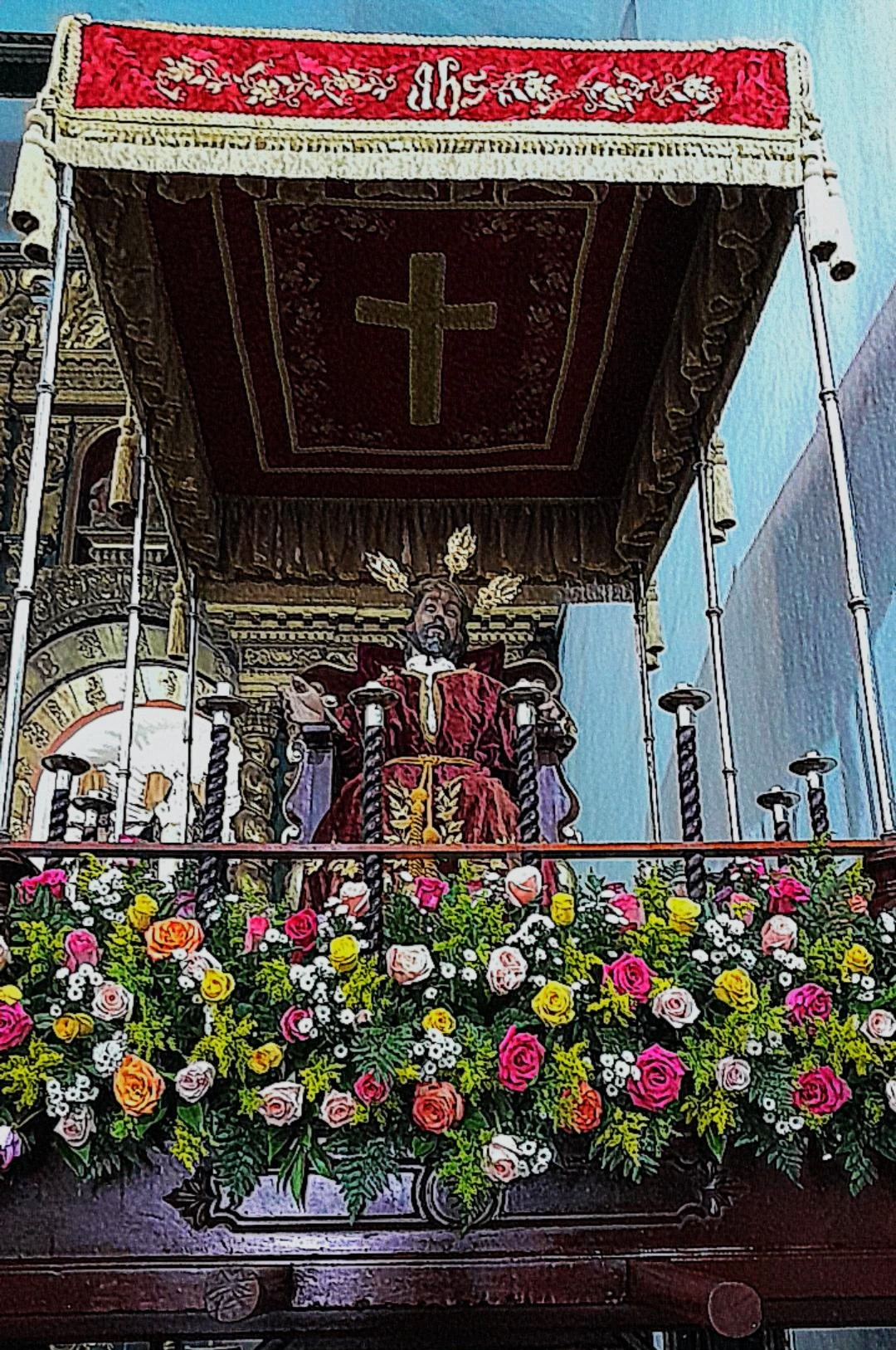
Amo Jesús Nazareno de Timbío

Venerado en la Iglesia Parroquial de San Pedro Apóstol de Timbío, Cauca. Es considerado uno de los patrones y protectores del municipio, además de ser el segundo Amo Jesús Nazareno más antiguo que aún se venera en todo el departamento, solo por detrás del que se resguarda en la Ermita de Jesús Nazareno en Popayán.
Fue tallado hacia el siglo XVII en madera, en la ciudad de San Francisco de Quito, obra destacable de la afamada escuela quiteña de arte, aunque de autoría anónima. Llegando a la población de Timbío hacia el año de 1640.
El trono donde se asienta el Amo es exquisito en su elaboración, policromía, detalles y en el posterior del respaldar se lee una frase en latín que dicta: ''JESVS NASARENO OMNIS QVI INVOCAVERIT NOMEN DOMINI SALVVS ERIT'' que se traduce como ''JESÚS NAZARENO, TODO EL QUE INVOQUE EL NOMBRE DEL SEÑOR SERÁ SALVO'', implorando la salvación de cualquier feligrés que acuda a la misericordia y protección de Jesucristo en su advocación del Amo Jesús Nazareno.
Actualmente, el Amo Jesús sale en las procesiones de Semana Santa de Timbío, desfilando de pie y cargando una cruz sobre sus hombros.

### Amo Jesús de la Catedral de Popayán

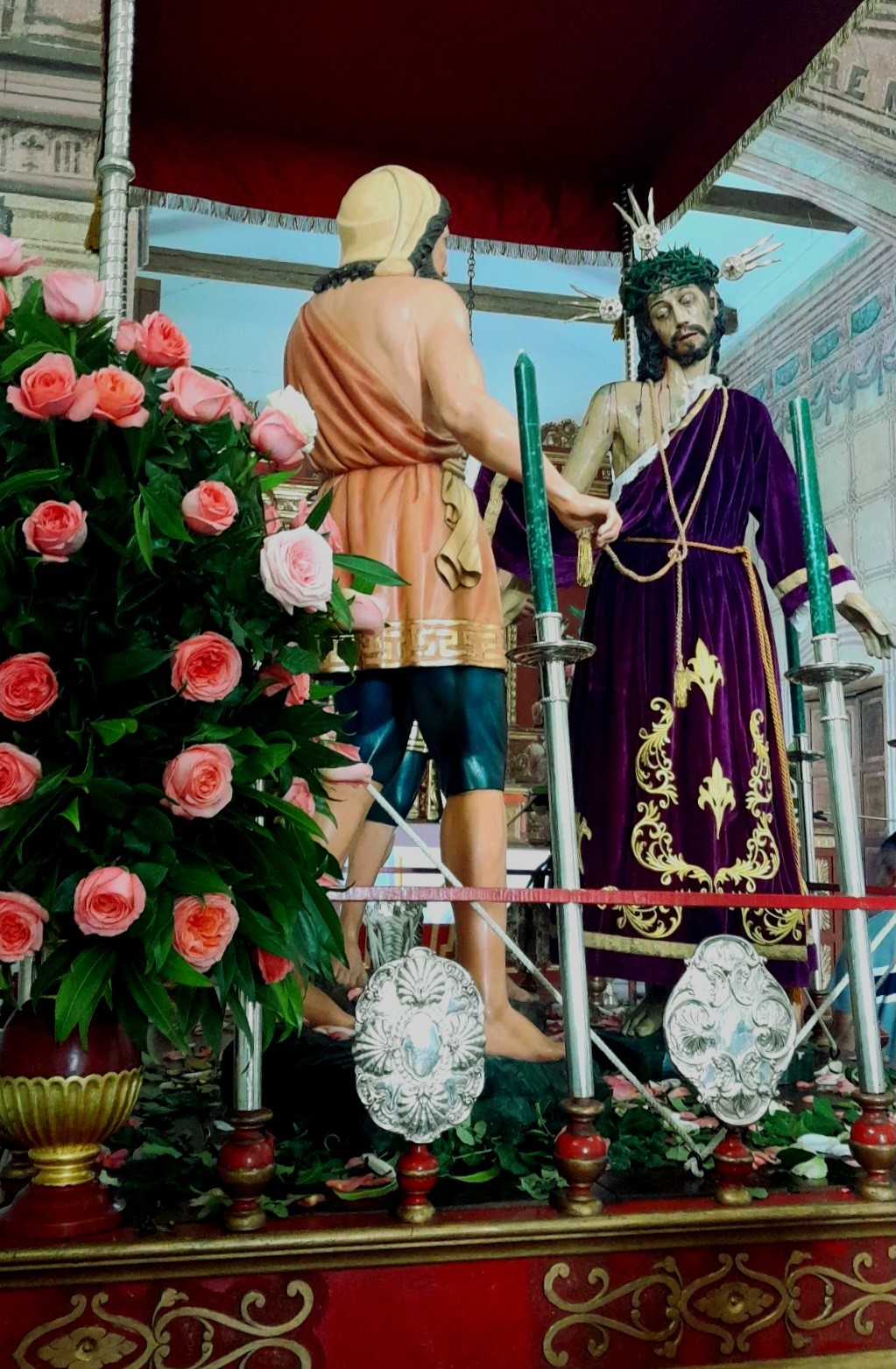
Amo Jesús de la Catedral, en el paso de El Despojo

También denominado como el Santo Cristo del Despojo, es resguardado actualmente en la Catedral Basílica Metropolitana de Nuestra Señora de la Asunción de Popayán, sin embargo, ya no es venerado en aquel templo como si lo era en otros tiempos, siendo conocido como el Amo Jesús Nazareno de la Catedral.
Procedente de la península itálica fue tallado hacia el siglo XVII, siendo obra de la reconocida escuela barroca de arte italiana, una de las más conocidas e influyentes en el Viejo Mundo. Al llegar a Popayán, fue destinado para ser el Amo Jesús de la Catedral de la ciudad, con su indumentaria tradicional, ornamentos como la corona de espinas, las tres potencias y la caña de oro.
Sin embargo, se tiene constancia que el Amo participaba en la antigua Procesión del Clero o del Silencio que tenía lugar el Lunes Santo durante la Semana Santa de Popayán hasta el año 1906, desfilando como parte del paso de La cruz a cuestas o el Nazareno, donde el Cristo al ser articulado, se ponía de pie y se le añadía una cruz en sus hombros.
Actualmente, el antiguo Amo Jesús de la Catedral sale en la procesión del Amo Jesús del Miércoles Santo, como parte del paso de El Despojo, desfilando junto a dos imágenes de Sayones de procedencia quiteña, elaborados hacia el año de 1956 por el maestro A. Rodríguez.

### Amo Jesús de San Agustín

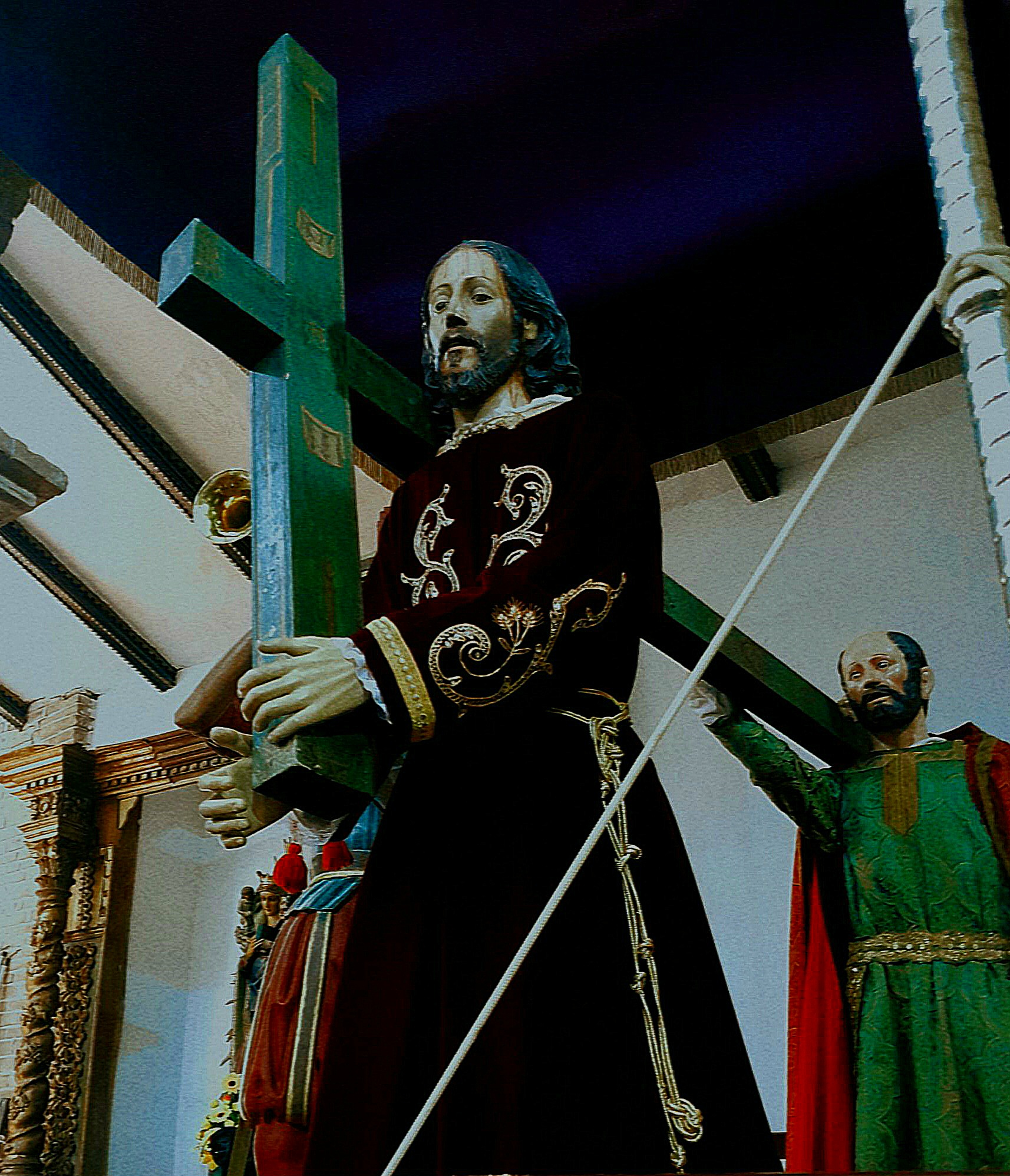
Amo Jesús de San Agustín en su paso durante el Martes Santo

Resguardado en la sala Influencias de Arte en el segundo piso del Museo Arquidiocesano de Arte Religioso de Popayán, fue en su momento uno de los cristos más venerados de la Iglesia de San Agustín.
De procedencia española, es una obra articulada que fue tallado hacia el siglo XVIII. Al arribar a la ciudad de Popayán fue acogido por la Iglesia de los Padres Agustinianos, contando con un lugar privilegiado como lo era el actual altar del Inmaculado Corazón de María en la nave lateral oriente, siendo venerado en aquel recinto durante mucho tiempo hasta bien entrado el final del siglo XX e inicios del XXI
Permaneciendo en su retablo sentado en su trono con su vestimenta tradicional en terciopelo, coronado de espinas y las tres potencias en su cabeza, hasta que en un momento no determinado fue traslado para su exhibición permanente en el Museo de Arte Religioso de la arquidiócesis, solo saliendo cada Semana Santa para salir en la procesión de su otrora templo y santuario titular.
Actualmente, el antiguo Amo Jesús de San Agustín sale en la procesión del Nuestra Señora la Virgen de los Dolores del Martes Santo como parte del paso de El Amo Jesús, desfilando de pie con una cruz sobre sus hombros junto a un Simón de Cirene y un Soldado Romano, ambas tallas de procedencia española, elaborados hacia el siglo XVIII

### Amo Jesús de la Ximena

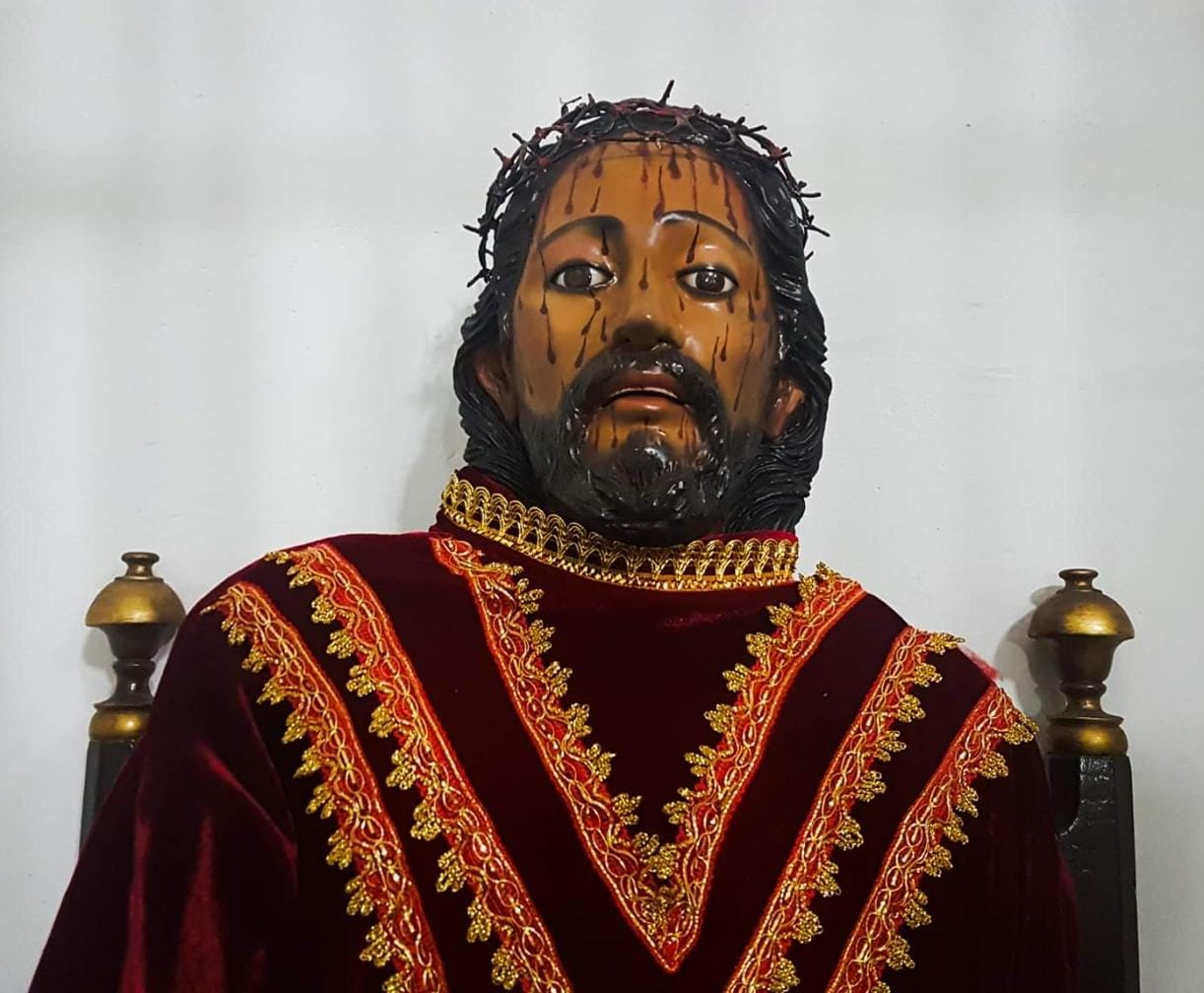
Amo Jesús Nazareno de La Ximena

Venerado en la Iglesia de San Salvador del Mundo o San Salvador de la Jimena o simplemente La Ximena, como parte del conjunto del Monasterio de las Hermanas Clarisas, es uno de los Amo Jesús menos conocidos pero también de antigüedad y prevalencia importante tanto por su historia como su factor tradicional entre los pobladores aledaños.
Fue tallado hacia el siglo XVIII en madera, en la ciudad de San Francisco de Quito, obra de la afamada escuela quiteña de arte, aunque de autoría anónima. Fue adquirido inicialmente para culto privado, arribando a la ciudad de Popayán en primera instancia y siendo trasladado posteriormente a la Capilla Virreinal de Santa Bárbara como parte del complejo de la Hacienda de Pisojé, ubicada en el sector rural al nororiente de la capital, en ese intimo templo familiar permaneció tanto el Amo Jesús Nazareno, como las tallas de Nuestra Señora de las Mercedes y de San José hasta que este recinto cayó en desuso y finalmente en ruinas, perdiéndose para siempre este lugar patrimonial, nunca volviendo a ser restaurado. 
Con este lamentable evento toda la imaginaría y arte sacro fue trasladado a la Iglesia de la Ximena, siendo el Amo acogido en una de las capillas lateral de la nave norte cercana a la puerta principal de acceso, siendo venerado en su trono, con su vestimenta purpurina de nazareno y coronado de espinas.

### Amo Jesús de San Camilo
Siendo venerado por mucho tiempo en la Antigua Capilla de los Hermanos Camilianos del Santo Cristo de la Buena Muerte, ubicada al extremo suroccidente del Centro Histórico de la ciudad de Popayán, sitio donde actualmente se erige el convento de los Maristas y la Capilla Neogótica de las Mercedes.
Aunque se desconoce la procedencia y antigüedad del Amo Jesús Nazareno del Templo de San Camilo, se cree que lo más probable es que haya tallado hacia el siglo XVIII en madera, en la ciudad de San Francisco de Quito, como la gran mayoría de cristos de esta advocación, se cree que fue acogido en la Capilla de los Camilianos poco después de su dedicación en 1766, siendo muy venerado por quienes acudían a su auxilio y escucha a sus súplicas, tanto a él como a la advocación y patrono principal de aquel recinto, el Santo Cristo de la Buena Muerte, quien fue conocido en su tiempo por dar consuelo a los moribundos y desvalidos, dándoles un deceso tranquilo a pesar de su enfermedad.
El Amo Jesús de San Camilo, salía en su momento en la Procesión del Clero o del Silencio, que tenía lugar en Lunes Santo hasta su extinción en el año de 1906, desfilando como parte del paso de La Oración en el Huerto. Por desgracia, con la demolición de la Capilla de los Camilianos, junto con la desaparición de su procesión, el cristo perdió su relevancia a tal punto que actualmente se desconoce su paradero.

## Advocaciones relacionadas

### Santo Ecce Homo

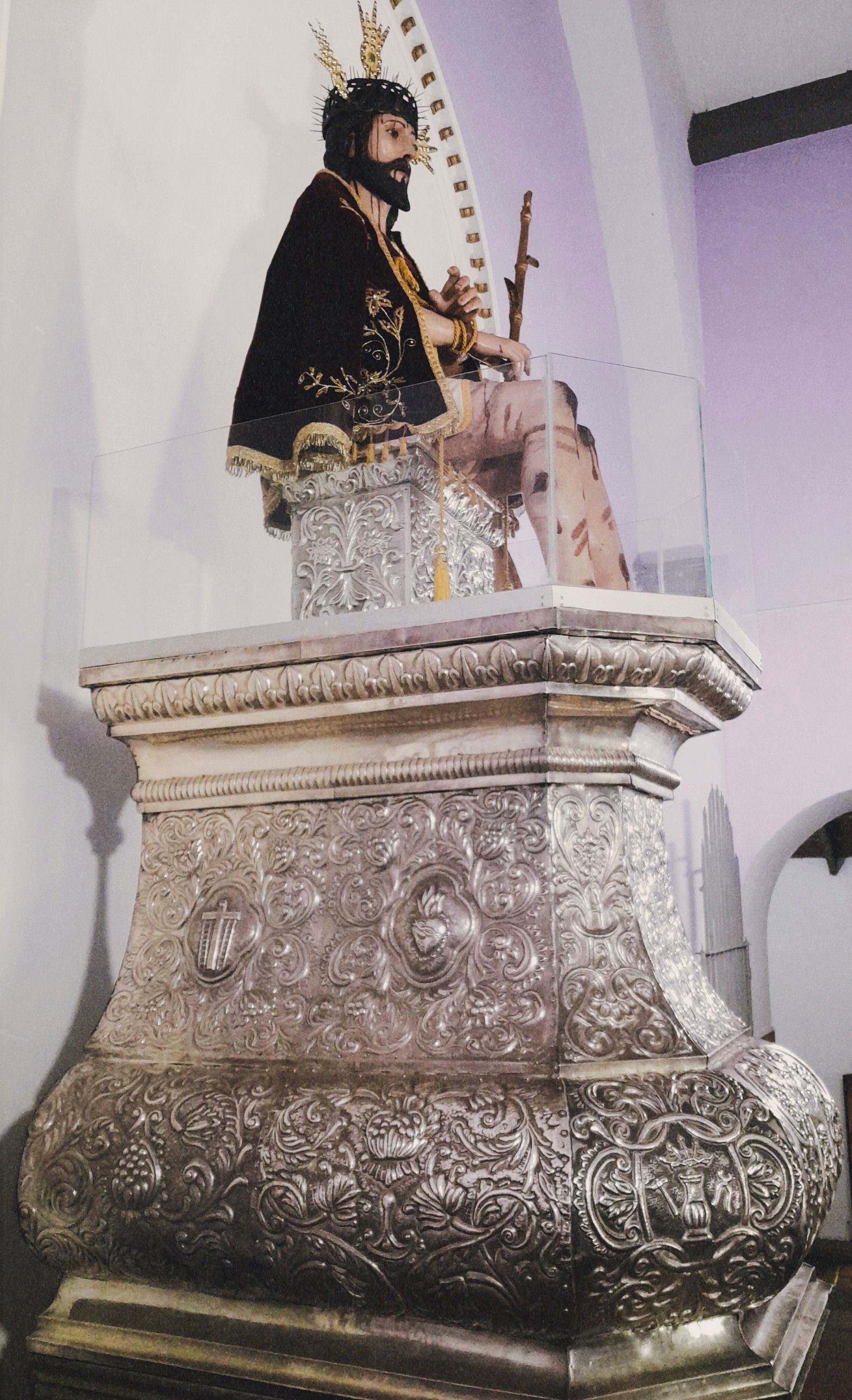
Amo Ecce Homo de Belén

Formalmente conocido como el Santo Ecce Homo, es el patrono de Popayán, siendo la advocación de Jesucristo más venerada y querida por toda la feligresía de la ciudad en general, celebrándose una Fiesta en su honor que tiene gran repercusión social, cultural y religiosa, siendo su festividad conmemorada cada año el 1 de mayo con una monumental procesión desde la Iglesia de San Francisco hasta su templo titular en el Santuario de Belén, contando con una masiva asistencia de entre cientos a miles de personas recorriendo el centro histórico acompañando a su patrón.
Fue tallado hacia el siglo XVII en la ciudad de San Juan de Pasto, como parte del círculo escultórico del maestro José Olmos ''Pampite'' de la afamada escuela quiteña de arte, siendo adquirido sin policromar ni encarnar por don Juan Antonio de Velasco y trasportado a Popayán donde fue terminado, venerándose de forma privada por el matrimonio Velasco hasta 1717 cuando es trasladado a la Capilla de Nuestra Señora de Belén, permaneciendo ahí hasta la actualidad, esculpiéndose hacia el siglo XX una réplica por José Lamiel que reposa en la Catedral Basílica de Nuestra Señora de la Asunción y es la que sale en las procesiones de Semana Santa.
Al convertirse en el segundo patrono popular de Popayán, los devotos fueron adjudicándole al Ecce Homo la advocación del primer patrono que hubo en la ciudad, el Amo Jesús Nazareno, por su ornamentación parecida, a pesar de tratarse de pasajes diferentes en su representación de la pasión de Cristo, sin embargo de manera coloquial y amorosa fue denominado como El Amo o El Amito hasta la actualidad. 

### Señor Caído

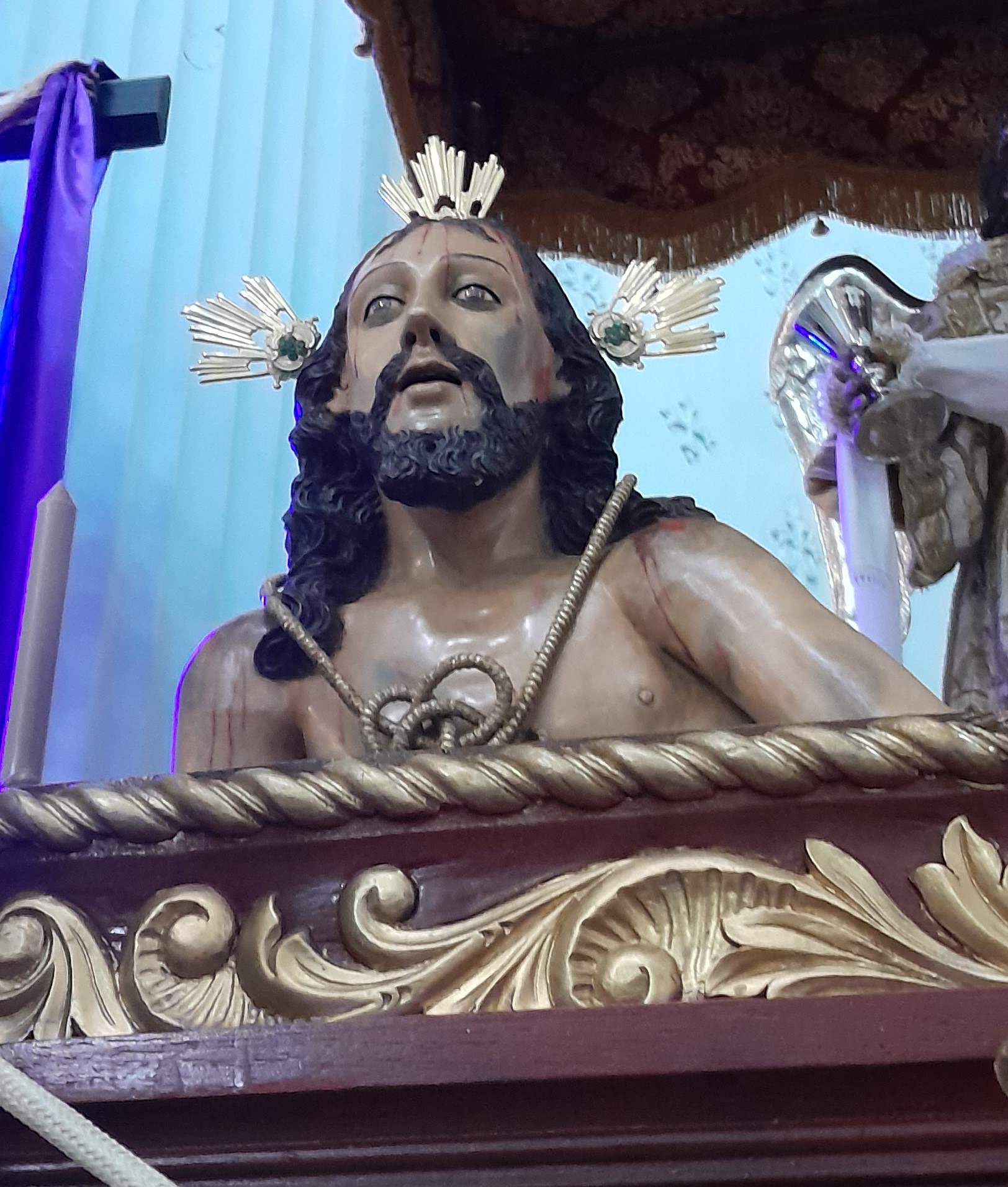
Amo Jesús de las Caídas de Belén

Conocido oficialmente como el Señor Caído, fue y es denominado aún por varios nombres de entre los que se destacan: Amo Jesús, Señor de las Caídas o Amo Caído, es una de las imágenes más importantes que se venera y procesionan en la ciudad, tratándose de una advocación originaria de Popayán y bastante singular en su devoción.
Fue tallado hacia el siglo XVIII, en la ciudad de Asunción de Popayán, siendo una de las pocas y la más emblemática obra insigne de la escuela payanesa de escultura que aún se conservan de la edad de esplendor de aquella rama del arte. La imagen más conocida y considerada como la original, perteneció en primer lugar a la Iglesia de San Agustín, donde se fundó una cofradía en su honor bajo el título del Amo Jesús o Señor de las Caídas, siendo posteriormente trasladado a la Capilla de Nuestra Señora de Belén, donde hasta la actualidad está ubicado su santuario principal, pasando a ser denominado como el Señor Caído de Belén, sobre todo para diferenciarlo de otra obra payanesa del mismo periodo del siglo XVIII pero resguardado en la Iglesia de Nuestra Señora de la Encarnación de las Monjas Agustinas Descalzas, siendo bautizado como el Señor Caído de la Encarnación para distinguirlo mejor.
Actualmente durante la Semana Santa de Popayán, el Amo Caído de Belén sale en las procesiones del Domingo de Ramos y del Martes Santo, desfilando junto a un Ángel de origen quiteño del siglo XVIII, mientras que el Amo Caído de la Encarnación procesiona el Miércoles Santo en sustitución del anterior Cristo.